# 中山豊三
中山 豊三（なかやま とよぞう、1889年（明治22年）2月1日 - 1946年（昭和21年）3月26日）は、日本の実業家、雑誌編集者である。中山太陽堂取締役副社長、「阪神間モダニズム」として謳われる大阪市の出版社「プラトン社」社主、太陽製薬創業社長として知られる。

## 人物・来歴
1889年（明治22年）2月1日、山口県豊浦郡滝部村（現・同県下関市豊北町大字滝部）で中山小三郎の四男として生まれる。
1911年（明治44年）4月、早稲田大学専門部政治経済科卒業。実兄の中山太一が1903年（明治36年）に創立した「クラブ洗粉」「クラブ化粧品」で知られる化粧品会社・中山太陽堂（現・クラブコスメチックス）に入社、営業部長、東京支社長を経て、1939年（昭和14年）11月の株式会社への改組に伴い副社長に就任した。この間、1919年（大正8年）4月、大阪市に「日本文具製造株式会社」（後のプラトン文具株式会社）を設立。また、1922年（大正11年）に中山太陽堂が大阪市に設立した出版社「プラトン社」の社主となる。中山太陽堂が顧問に迎えていた小山内薫を編集長に据え、プラトン社は同年5月に『女性』、翌1923年（大正12年）12月に『苦楽』の2誌を創刊した。
プラトン社は、小山内のみならず、直木三十五、川口松太郎、松阪青渓らの文人、山六郎、山名文夫、岩田専太郎、竹中英太郎らイラストレーター、グラフィックデザイナーを社員として抱え、執筆者に里見弴、吉井勇、岡本綺堂、白井喬二、谷崎潤一郎、菊池寛、山本有三、江戸川乱歩、小酒井不木、横溝正史、牧逸馬、大下宇陀児らがおり、中山は大いに交流した。とくに後半においては、江戸川らの探偵小説作家たちに広く発表の場を与えた。中山が永井荷風と小山内を丸の内工業倶楽部の食堂へ招いて食事を饗したり、『女性』の原稿を依頼する様子が、永井の『断腸亭日乗』にも登場する。山名は自著で「中山豊三社長は（中略）今でいうと文化人的なタイプの人」と評した。
1924年（大正13年）10月、出身地である滝部村の瀧部尋常高等小学校（後の豊北町立滝部小学校）に、ルネサンス様式の洋館の新校舎を中山太一・豊三・喜助の三兄弟連名で寄贈する。同校舎は滝部小学校の移転に伴い、1980年（昭和55年）11月に「豊北町歴史民俗資料館」として開館し、2005年（平成17年）2月の下関市と豊浦郡の合併に伴い「下関市立豊北歴史民俗資料館」へ改称している。なお、瀧部尋常高等小学校と講堂の建築資金2万3300円（当時）を寄附した功績により、豊三・喜助両兄弟は1928年（昭和3年）10月18日に紺綬褒章を下賜されている。
1938年（昭和13年）3月15日、東京に太陽製薬株式会社を創業する。翌1939年（昭利14年）、同社は養毛剤の先駆である「マルベリーヘアートニツク」を発売した。桑の有効成分を抽出する製法特許を蚕糸試験場と共同開発して取得した。
第二次世界大戦後の1946年（昭和21年）3月26日、病気療養中の長野県北佐久郡志賀村（現・同県佐久市志賀）の疎開先で死去。同年4月26日に東京築地本願寺に於いて、4月28日に大阪御堂筋の本願寺津村別院で中山太陽堂の社葬が執り行われた。法号は「淳信院釋瑞豊」。1946年（昭和21年）9月、二男の中山進一が20代半ばの年齢で太陽製薬社長に就任している。